# Kriegsalbum von Gent
Het Kriegsalbum von Gent is een fotoalbum dat tijdens de Eerste Wereldoorlog werd uitgegeven door de fotografische afdeling van de Duitse Kommandantur in Gent. De foto's waarmee dit album werd samengesteld, werden in 2014 erkend als topstuk van het Vlaams cultureel erfgoed.

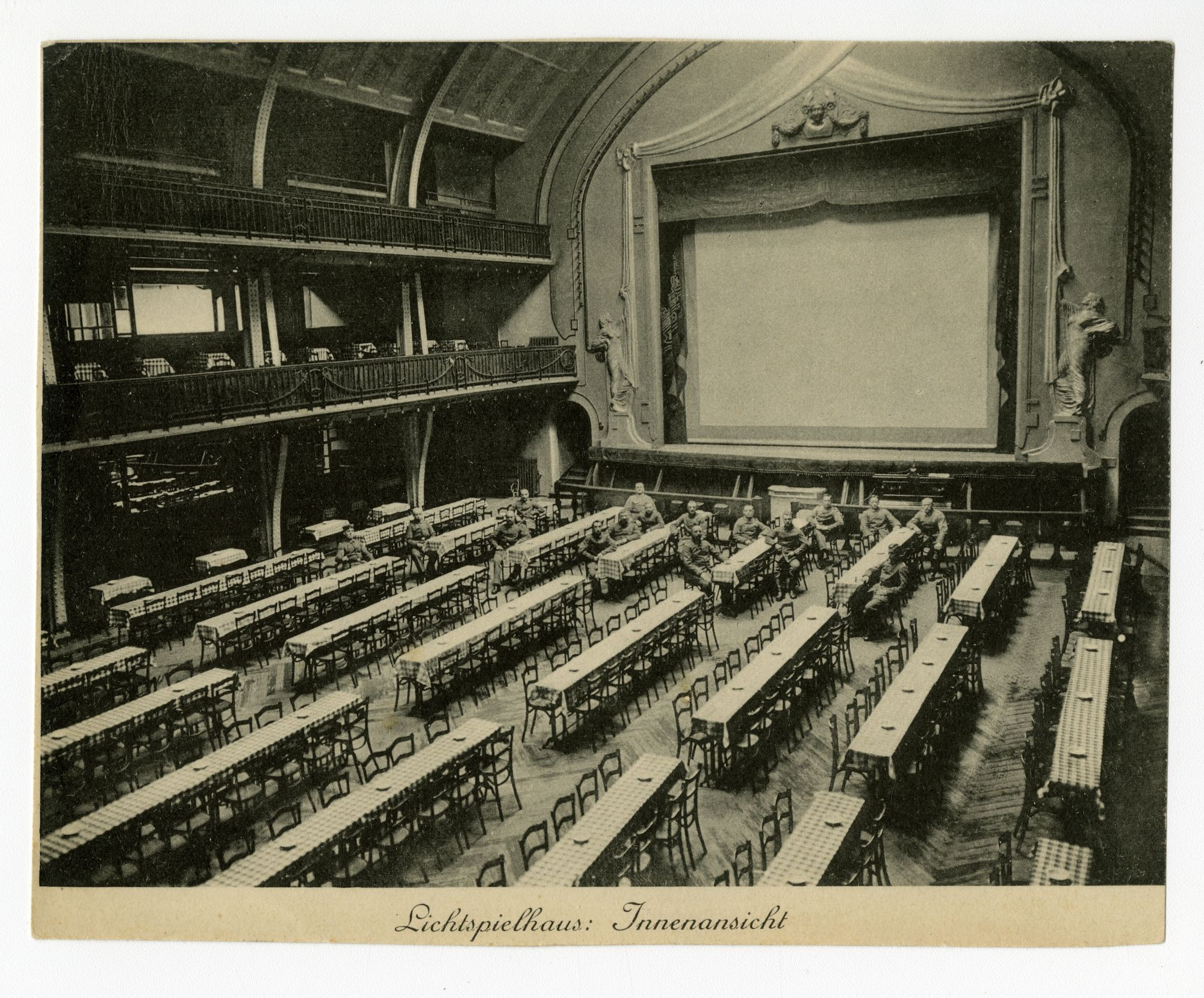
Een foto uit het Kriegsalbum van de Duitse soldatenbioscoop in feestzaal 'Wintergarten', 1915.

## Geschiedenis
Tijdens de Eerste Wereldoorlog was Gent een bezette stad. Het Duitse Vierde Leger koos Gent als hoofdplaats van het etappegebied. Van hieruit werden de troepen aan het IJzerfront bevoorraad, verzorgd en aangestuurd. Gedurende deze periode, in 1916, bracht de fotografische afdeling van de Duitse Kommandantur in Gent een fotoalbum uit: het Kriegsalbum von Gent. Dit album was oorspronkelijk bedoeld als souvenir voor de Duitse officieren en soldaten in Gent en als propaganda voor het thuisfront. Na de oorlog bleef het Duitse fotoarchief van de fotografische afdeling achter in Gent. Het wordt nu bewaard door Archief Gent.
Het album telde 484 foto's van de Duitse aanwezigheid in Gent, van de stad zelf en van andere plaatsen in Oost- en West-Vlaanderen. De archiefcollectie bevat 960 originele afdrukken van 540 unieke foto's, waaronder de foto's die voor de uitgave van het Kriegsalbum werden gebruikt en andere, die niet gepubliceerd zijn. In 2014 werd dit fotoarchief als Topstuk van het Vlaams cultureel erfgoed erkend.
De historische foto's kregen in 2018 een conservatie- en restauratiebehandeling door fotorestaurator Herman Maes waarbij alle fotoafdrukken werden gerestaureerd en gedigitaliseerd.
Archief Gent werkte samen met Michiel Hendryckx en uitgeverij Hannibal aan een nieuwe uitgave van het Kriegsalbum, dat verscheen in oktober 2018. Het bevat een uitgebreide historische inleiding over het dagelijks leven in het bezette Gent, de Duitse aanwezigheid in de stad en het oorspronkelijke Kriegsalbum als fotografisch beelddocument.